# Exoprosopa senegalensis
Exoprosopa senegalensis är en tvåvingeart som beskrevs av Macquart 1840. Exoprosopa senegalensis ingår i släktet Exoprosopa och familjen svävflugor. Inga underarter finns listade i Catalogue of Life.